# Погорелка (Архангельское сельское поселение)
Погорелка — деревня в Сокольском районе Вологодской области.
Входит в состав Архангельского сельского поселения, с точки зрения административно-территориального деления — в Архангельский сельсовет.
Расстояние по автодороге до районного центра Сокола — 16 км, до центра муниципального образования Архангельского — 1 км. Ближайшие населённые пункты — Корякино, Тупицыно, Архангельское, Кузьминское, Фокино, Залесье.
По переписи 2002 года население — 6 человек.